# Pere Puig i Quintana
Pere Puig i Quintana (Igualada, 1907 - Orpí, Anoia, 1981) fou un advocat i activista cultural català. Fou un catalanista i catòlic que es va mantenir fidel a la Generalitat republicana. L'any 1932 fou un dels primers militants d'Unió Democràtica de Catalunya i tingué una destacada actuació patriòtica i en favor de la cultura catalana sota el franquisme.

## Biografia
Va néixer a Igualada l'any 1907 i residí al barri de la Soledat. Estudià Dret a Barcelona i en els seus anys d'estudiant universitari, abans de la Guerra Civil Espanyola, fou dirigent de la Federació de Joves Cristians de Catalunya i president de l'Associació d'Estudiants Catòlics de Catalunya així com cofundador de la Revista d'Igualada creada el 1929.
El 1932 entrà com a militant a Unió Democràtica de Catalunya de la mà de Pau Romeva. L'any 1933 es va casar a Montserrat amb Maria Teresa Sàbat i Salinas i visqueren a la Rambla de Sant Ferran, núm. 37, d'Igualada, on Pere Puig obrí el seu primer bufet d'advocat.
Durant els mesos de la revolució, la intervenció de Pere Puig fou providencial per tal de salvar la vida de clergues i frares en perill de mort. El 18 d'abril del 1937 fou nomenat membre del Comitè de Govern d'UDC. Cridat a files, el gener de 1939 Pere Puig marxà com exiliat a França, i uns mesos després també ho va fer la seva esposa. Van viure 11 mesos exiliats a França, primer a Perpinyà, on Pere Puig treballà com a cap del Comitè d'Ajuda als Refugiats juntament amb Josep Malet, depenent de la delegació central instal·lada a Bordeus que gestionava Maurici Serrahima. Més tard Pere Puig i la seva esposa es traslladaren a Prada de Conflent, on es retrobaren amb coneguts i amics com Josep Maria de Sagarra, Pau Casals, Pompeu Fabra, Alexandre Plana, Joan Alavedra, Pau Romeva i Maurici Serrahima.
Després de l'exili francès, el setembre del 1940 el matrimoni s'instal·là a Barcelona amb el despatx d'advocat situat número 5 del carrer Petritxol, i el pis al carrer Balmes, núm. 379. El 1943 Puig va col·laborar amb Fèlix Millet i Maristany i Maurici Serrahima en la creació de Benèfica Minerva, denominada Agrupació Cultural Minerva a partir de 1951, entitat que es dedicava clandestinament al mecenatge d'escriptors catalans, i en la difusió de la llengua catalana mitjançant classes clandestines i ajudant al manteniment d'institucions il·legalitzades com l'Institut d'Estudis Catalans. L'associació mantenia les seves reunions en el despatx professional de Pere Puig, que era secretari de l'entitat.
També fou membre de la Societat Catalana d'Estudis Jurídics Econòmics i Socials i col·laborà amb la Comissió Abat Oliba i a l'Editorial Alcides fins a principis de la dècada de 1960, quan Millet abandonà l'Agrupació Cultural Minerva per passar a ser un dels fundadors d'Òmnium Cultural. Pere Puig era partidari de fusionar Minerva i l'editorial Alcides i es va sentir traït quan Millet va optar per crear la nova entitat Òmnium Cultural que feia les mateixes funcions. Aquests elements i el seu cansament van fer que Pere Puig i la seva esposa es traslladessin l'any 1963 a Orpí, comarca de l'Anoia, a viure com a pagesos.
Pere Puig va patir un petit vessament cerebral l'agost de 1973 i morí l'any 1981 a Orpí, deixant com a vídua Maria Teresa Sàbat, resident a Can Poc del Pla, una masia d'aquest municipi anoienc. A Igualada s'anomenà un carrer en el seu honor. L'any 2001 es publicà un llibre de l'escriptor Antoni Dalmau i Jover, on es relata la trajectòria de Pere Puig i Quintana.